# Leo Jordaan (filmcriticus)
Leendert Jurriaan (Leo) Jordaan (Amsterdam, 30 december 1885 – Zelhem, 21 april 1980), vaak aangeduid als L.J. Jordaan, was een vooraanstaande Nederlandse filmcriticus en cartoonist. Vanaf 1965 tot aan zijn dood in 1980 woonde Jordaan in een klein huisje aan de Doetinchemseweg, dicht bij het centrum van Zelhem.

## Filmkritiek
Jordaan wordt wel de nestor van de Nederlandse filmkritiek genoemd. Hij recenseerde en schreef over films voor Het Leven. Geïllustreerd (vanaf 1912) en voor De Groene Amsterdammer (vanaf 1927). Later publiceerde hij ook in de Haagsche Post en Vrij Nederland. Tussen 1931 en 1961 verzorgde hij voor de AVRO-radio het wekelijkse Filmpraatje.
Daarnaast behoorde Jordaan, samen met onder anderen Menno ter Braak, tot de oprichters van De Nederlandsche Filmliga, een avant-garde beweging die op de bres sprong voor zuivere, artistieke films.

## Politieke spotprenten
Als tekenaar van politieke spotprenten was Jordaan vooral bekend van zijn werk voor het weekblad Het Leven. Geïllustreerd. In 1911 vroeg de toenmalige hoofdredacteur hem een karikaturaal stripje te maken over de arrestatie in Brussel van oud-premier Abraham Kuyper, die zich naakt voor een venster van een hotelkamer had vertoond. Het succes was enorm, en Jordaan tekende tot 1940 elke week een satirisch commentaar in stripvorm op de actualiteit. Na de dood van zijn grote voorbeeld Albert Hahn mocht hij ook de enkelvoudige politieke spotprenten voor het blad verzorgen. Hij ontwierp ook enige boekbanden.
In de jaren dertig was Jordaan hoofdtekenaar van De Groene Amsterdammer en richtte hij zijn pijlen vooral op het Hitlerbewind. Zijn harde, anti-Duitse spotprenten verschenen tot 11 mei 1940 in dit periodiek, dat daarna van de Duitse bezetter een verschijningsverbod kreeg. Na de oorlog keerde Jordaan terug bij De Groene Amsterdammer en verschenen zijn prenten ook in onder andere Het Parool en Vrij Nederland.